# Marcel Arnaud
Pour les articles homonymes, voir Arnaud.
Marcel Arnaud, né à Marseille le 8 octobre 1877 et mort à Aix-en-Provence le 18 mars 1956, est un peintre français,.

## Biographie
En 1895, Marcel Arnaud va à Paris où il travaille à des décors de théâtre tout en étudiant les anciens maîtres au musée du Louvre. Il fait la connaissance du sculpteur Antoine Bourdelle à Paris . Il rencontre Paul Cézanne (1839-1906) à Saint-Henri sur Marseille et il y peint plusieurs œuvres en sa présence. Après son retour à Marseille où il se marie en 1904, il expose dans plusieurs salons régionaux et chez le peintre Jean-Baptiste Olive.
Il est nommé en 1914 professeur à l'école des beaux-arts d'Aix-en-Provence puis en devient le directeur de 1917 à 1946. À la même époque, Marcel Arnaud refuse de céder la totalité de ses propres œuvres déjà peintes au célèbre marchand de tableaux Ambroise Vollard qui lui en avait fait la demande de gré à gré. Son ami John Rewald le soutiendra sur ce point, John Rewald écrit : « Marcel Arnaud apporte à la peinture la continuité Cézannienne que le temps n'a pas laissé à Paul Cézanne ». Les nombreux échanges de lettres entre Cézanne et Marcel Arnaud furent d'ailleurs dans les mains de John Rewald.
Il devient également le conservateur du musée Granet à Aix-en-Provence de 1926 à 1947. En 1953-1954, il peint une série d'œuvres sur Évian face à Genève. Il expose à Marseille ou à Aix-en-Provence jusqu'à sa mort survenue en 1956. Il est enterré au cimetière Saint-Pierre d'Aix-en-ProvenceAu même endroit que Paul Cézanne (1839-1906).
Marcel Arnaud est chevalier de la Légion d'honneur[Quand ?].